# Glaucostegus obtusus
Glaucostegus obtusus (antes Rhinobatos obtusus) es una especie de peces de la familia Rhinobatidae en el orden de los Rajiformes.

## Morfología
- Pueden llegar alcanzar los 93 cm de longitud total.[3]

## Reproducción
Es ovíparo.

## Distribución geográfica
Se encuentra en las  costas de Bangladés, India, Indonesia, Malasia, Birmania, Pakistán,  Sri Lanka y Tailandia.